# Fernand de Langle de Cary
Fernand de Langle de Cary (Lorient, 4 juli 1849 - Pont-Scorff, 19 februari 1927) was een Frans generaal. Bij aanvang van de Eerste Wereldoorlog leidde hij het Franse 4e leger.

## Frans-Duitse Oorlog
De Langle de Cary meldde zich in 1869 aan voor het Franse leger. Hij werd ingezet tijdens de Frans-Duitse Oorlog waar hij gewond raakte. Na de oorlog studeerde hij en werd hij benoemd tot professor van de Franse militaire academie. In 1900 promoveerde de Langle de Cary tot generaal.

## Eerste Wereldoorlog
Na de uitbraak van de Eerste Wereldoorlog in 1914 kreeg De Langle de Cary het 4e leger van Frankrijk onder zijn hoede. Hij liet het 4e leger samen met het 3e leger, dat onder leiding stond van Pierre Ruffey, een aanval op de Duitse troepen uitvoeren in de Ardennen. Deze slag werd door het Franse leger verloren, maar ze konden vervolgens wel een tegenaanval van het Duitse leger voorkomen.
In 1915 leidde De Langle de Cary zijn leger tijdens de slag bij Champagne, maar verloor hier wederom. Desondanks maakte hij datzelfde jaar wel promotie naar commandant van het centrale leger.
In 1916 werd De Langle de Cary volgens de officiële lezing te oud bevonden en daarom van zijn post gehaald, maar de echte reden was de verliezen bij Verdun. Het jaar erop ging De Langle de Cary met pensioen.